# Чумич, Ачим
Ачим Чумич (серб. Аћим Чумић; 1836, Аранджеловац — 27 июля [9 августа] 1901, Косудак, Смедеревска-Паланка) — сербский юрист, педагог и политик, занимавший пост премьер-министра Княжества Сербия.

## Биография
Ачим Чумич родился в 1836 году в сербском городке Аранджеловац. По окончании школы получил юридическое образование в университетах Гейдельберга и Парижа. 
По окончании обучения сперва работал профессором в средней школе, а затем в суде. В 1865 году он был назначен профессором уголовного права в Большой школе. 
Участвовал в работе Конституционного комитета 1868 года и был известен своим красноречием и предложением поставить правительство под контроль Государственного совета, а не Собрания.
Чумич был политиком консервативной ориентации, разделяя взгляды более опытных политиков, таких как Илия Гарашанин и Йован Маринович, он был лидером группы молодых консерваторов.
Некоторое время он имел свою юридическую практику в Белграде, а с 1873 по 1874 год был министром внутренних дел Сербии в кабинете премьер-министра Й. Мариновича.
25 ноября 1874 года Чумич сменил Мариновича, который ушел в отставку, на посту главы правительства Сербии. Поскольку его правительство не пользовалось доверием Национального собрания, Чумич был заменен уже через три месяца и стал судьей Верховного Кассационного суда Сербии.
В 1878 году Чумич был арестован либеральным правительством по подозрению в причастности к восстанию в Тополе и приговорен к смертной казни вместе с Евремом Марковичем и Илией Милосавлевичем Коларацем. Позже он был помилован и получил смягченный приговор в виде 10 лет лишения свободы. Маркович был единственным казненным. Чумич и Коларац были освобождены из тюрьмы после падения правительства Йована Ристича в 1880 году. После этого Ачим Чумич ушёл из большой политики.
Ачим Чумич умер 27 июля [9 августа] 1901 года в Косудаке.